# Guerre algéro-tunisienne de 1700
Batailles
Expédition et siège de Constantine
Bataille de Djouamaa El Eulma
La guerre algéro-tunisienne de 1700 est un conflit qui oppose, le 30 octobre 1700, la régence d'Alger et la régence de Tunis soutenu par la régence de Tripoli.

## Contexte
Mourad III Bey fait le 14 mars 1699 son entrée triomphale à Tunis, où il est investi du titre de bey, à 18 ans. Arrivé au pouvoir, celui-ci n'a qu'un seul but : éliminer ces ennemis qui ont tenté de l'éloigner du pouvoir. En raison de sa cruauté, illustrée par les multiples exécutions dont il est l'instigateur, les Tunisiens le surnomment « Mourad bou bala », bala désignant un large sabre turc.
Mourad III écrit au gouverneur de Tripoli, Khalil Bey, en lui demandant aide et assistance dans sa campagne, puis envahit la régence d'Alger et massacre 500 soldats de la garnison et met le siège devant Constantine tout en dévastant ses environs. Durant le siège de la ville, les Tunisiens sont rejoints par Khalil Bey. Mourad III lui offre un caftan d'honneur et des présents considérables puis ils commencent le blocus de Constantine qui dure cinq mois.
À cette nouvelle, les janissaires d'Alger se révoltent et forcent le dey à s'enfermer dans son palais et à prier le divan de le remplacer. On lui donne immédiatement pour successeur Hadj Moustapha qui offre une somme d'argent à l'ancien dey et l'envoie à Tripoli. Sans perdre de temps, Hadj Mustapha envoie toute l'armée algérienne à la rencontre du bey de Tunis qui vient de tuer le bey de Constantine et se dirige vers Alger,.

## Déroulement
Après avoir envahi la régence d'Alger et défait l'armée du bey de Constantine, Mourad III se dirige vers Alger, les deux armées se rencontrant près de Sétif le 3 octobre 1700 et campant l'une en face de l'autre. L'armée algérienne, furieuse du meurtre de leurs compagnons, mettent les Tunisiens en déroute au bout de quelque heures. À la fin de la journée, entre 2 000 et 7 000 Tunisiens sont égorgés, le reste de l'armée de Mourad III étant poursuivie au-delà de la frontière,.

## Conséquences
L'armée algérienne rentre victorieuse à Alger et, sans perdre de temps, reprend la route vers la province de Tlemcen qui vient d'être envahie par Moulay Ismaïl,.